# Ernannter Landtag (Schleswig-Holstein)
Der Ernannte Landtag in Schleswig-Holstein war ein nach dem Zweiten Weltkrieg von der britischen Militärregierung eingesetztes Gremium zur Kontrolle der Landesregierung. Der ernannte Landtag bestand vom September 1946 bis zum 20. April 1947. Vergleichbare Ernannte Landtage wurden auch in anderen Ländern der britischen Besatzungszone eingerichtet. Er war der Vorgänger des ersten gewählten Schleswig-Holsteinischen Landtags von 1947.

## Erste Ernennungsperiode
Ein alliierter Beschluss hatte 1945 das Land Preußen aufgelöst und seine Gebiete in mehrere Besatzungszonen eingeteilt. Schleswig-Holstein war zwar zunächst noch formal eine preußische Provinz, jedoch ohne die Existenz einer übergeordneten staatlichen Einheit. An die Verwaltungsspitze dieser Provinz setzten die Besatzungsbehörden eine Provinzialregierung, der Theodor Steltzer (CDU) als Oberpräsident vorstand.
Wie in den anderen Besatzungszonen sollte auch in Schleswig-Holstein 1946 ein ernannter Landtag eingesetzt werden. Der ernannte Landtag hatte lediglich eine beratende Funktion. Mit Verordnung vom 7. Februar 1946 wurde daher ein Provinzialbeirat der Provinz Schleswig-Holstein eingerichtet. Die 60 Mitglieder wurden von der Besatzungsmacht ernannt und sollten folgende Gruppen repräsentieren:
| Gruppe            | Anzahl |
| ----------------- | ------ |
| Kreise            | 21     |
| Kirchen           | 3      |
| Gewerkschaften    | 4      |
| Erziehungswesen   | 3      |
| Frauen            | 5      |
| Universität       | 1      |
| Bauern            | 3      |
| Freie Berufe      | 5      |
| Parteiabgeordnete | 10     |

Am 26. Februar 1946 trat der Provinzialbeirat zu seiner ersten Sitzung im provisorischen Stadttheater an der Holtenauer Straße 103 in Kiel zusammen. Die Sitzung wurde mit Reden des britischen Oberkommandierenden Evelyn Barker, Gouverneur Henderson und Oberpräsident Steltzer eröffnet. Der Beirat bildete Ausschüsse zur Erarbeitung einer Geschäftsordnung und einer Verfassung.
Die Auswahl der Abgeordneten war zwar nicht anhand der Parteizugehörigkeit getroffen worden, dennoch organisierten sich die Abgeordneten bald in Fraktionen. Auf der 5. Sitzung am 12. Juni 1946 ergab sich folgendes Bild:
| Fraktion             | Anzahl                     |
| -------------------- | -------------------------- |
| CDU                  | 16 Mitglieder und 20 Gäste |
| SPD                  | 23 Mitglieder              |
| KPD                  | 6 Mitglieder               |
| FDP                  | 2 Mitglieder               |
| Dänische Volksgruppe | 1 Mitglied                 |

Auf der dritten Sitzung am 11. April 1946 wurde die Geschäftsordnung verabschiedet und Paul Husfeldt als Präsident des Beirates gewählt. Am 12. Juni 1946 stimmte der Beirat der vorläufigen Verfassung zu.
Seit Mai 1946 bezeichnete sich der Beirat – in Anlehnung an den ehemaligen Provinziallandtag Schleswig-Holstein – als Provinziallandtag. Zu Beginn der 9. Sitzung am 10. September 1946 informierte der Präsident den Provinziallandtag, dass mit der Verordnung Nr. 46 der britischen Militärregierung vom 23. August 1946 „Betreffend die Auflösung der Provinzen des ehemaligen Landes Preußen in der Britischen Zone und ihre Neubildung als selbständige Länder“ die Provinz in das Land Schleswig-Holstein umgewandelt werde. Damit wurde aus dem Provinziallandtag der Landtag. Diese 9. Sitzung des Landtags sollte auch die letzte in seiner bisherigen Zusammensetzung sein.

## Zweite Ernennungsperiode
Am 13. Oktober 1946 fanden Kommunalwahlen in Schleswig-Holstein statt. Die Militärregierung verfügte nun über ein repräsentatives Bild der Stärke der einzelnen Parteien und nutzte diesen Maßstab zur Festlegung der Fraktionsstärken im Landtag der zweiten Ernennungsperiode. Damit entfielen auf die einzelnen Parteien:
| Fraktion                     | Anzahl        |
| ---------------------------- | ------------- |
| SPD                          | 25 Mitglieder |
| CDU                          | 23 Mitglieder |
| FDP                          | 4 Mitglieder  |
| SSV                          | 4 Mitglieder  |
| KPD                          | 3 Mitglieder  |
| Deutsche Konservative Partei | 1 Mitglied    |

Weiterhin hatte der Landtag nur geringe Kompetenzen, die in der Verordnung Nr. 47 der Militärregierung festgelegt waren. Der Regional Commissioner für Schleswig-Holstein, der Luftmarschall im Ruhestand Hugh Vivian Champion de Crespigny hatte letzte Entscheidungen zu treffen. 
Von entscheidender Bedeutung war die Beratung des Wahlgesetzes für die erste freie Landtagswahl. Die Militärregierung hatte vorgegeben, dass 60 % der Mandate nach dem Mehrheitswahlrecht in den Wahlkreisen und 40 % über das Verhältniswahlrecht ermittelt werden sollten. SPD und CDU setzten durch, dass nur solche Parteien über Landeslisten zu wählen waren, die mindestens einen Wahlkreisabgeordneten stellten. Damit waren die kleinen Parteien bei der Landtagswahl in Schleswig-Holstein 1947 chancenlos.

## Mitglieder
- Liste der Mitglieder des ersten ernannten Landtages Schleswig-Holstein
- Liste der Mitglieder des zweiten ernannten Landtages Schleswig-Holstein